# Domenico Maria Viani

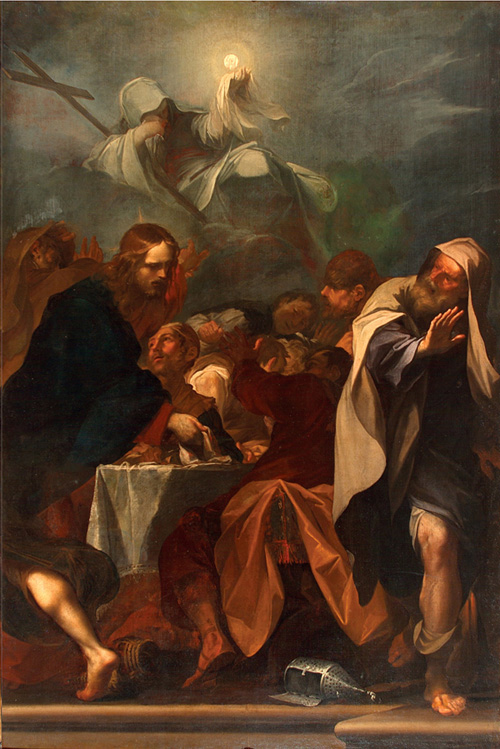
Domenico Maria Viani - Cristo e il contestatore dell'eucaristia

Domenico Maria Viani (Bologna, 11 dicembre 1668 – Pistoia, 1711) è stato un pittore italiano.

## Biografia
Domenico Maria era figlio d'arte, il padre Giovanni Maria esercitava la professione di pittore ed era stato alunno di Flaminio Torri. Imparò alla bottega del padre e a quella di Carlo Cignani. Non eseguì molti lavori anche perché dichiarava che i dipinti ben eseguiti richiedevano tempo, rimane quindi famosa la sua lentezza nella loro esecuzione.
Frequentò l'Accademia del nudo di Bologna e studiò i lavori carracceschi che lo avevano sempre attirato. Nel 1691 si recò a Venezia dove poté studiare il Rinascimento veneziano del Tiziano e del Veronese. Purtroppo l'artista morì prematuramente durante una sua permanenza a Pistoria dove forse si era fermato per farsi curare all'età di quarantatre anni.

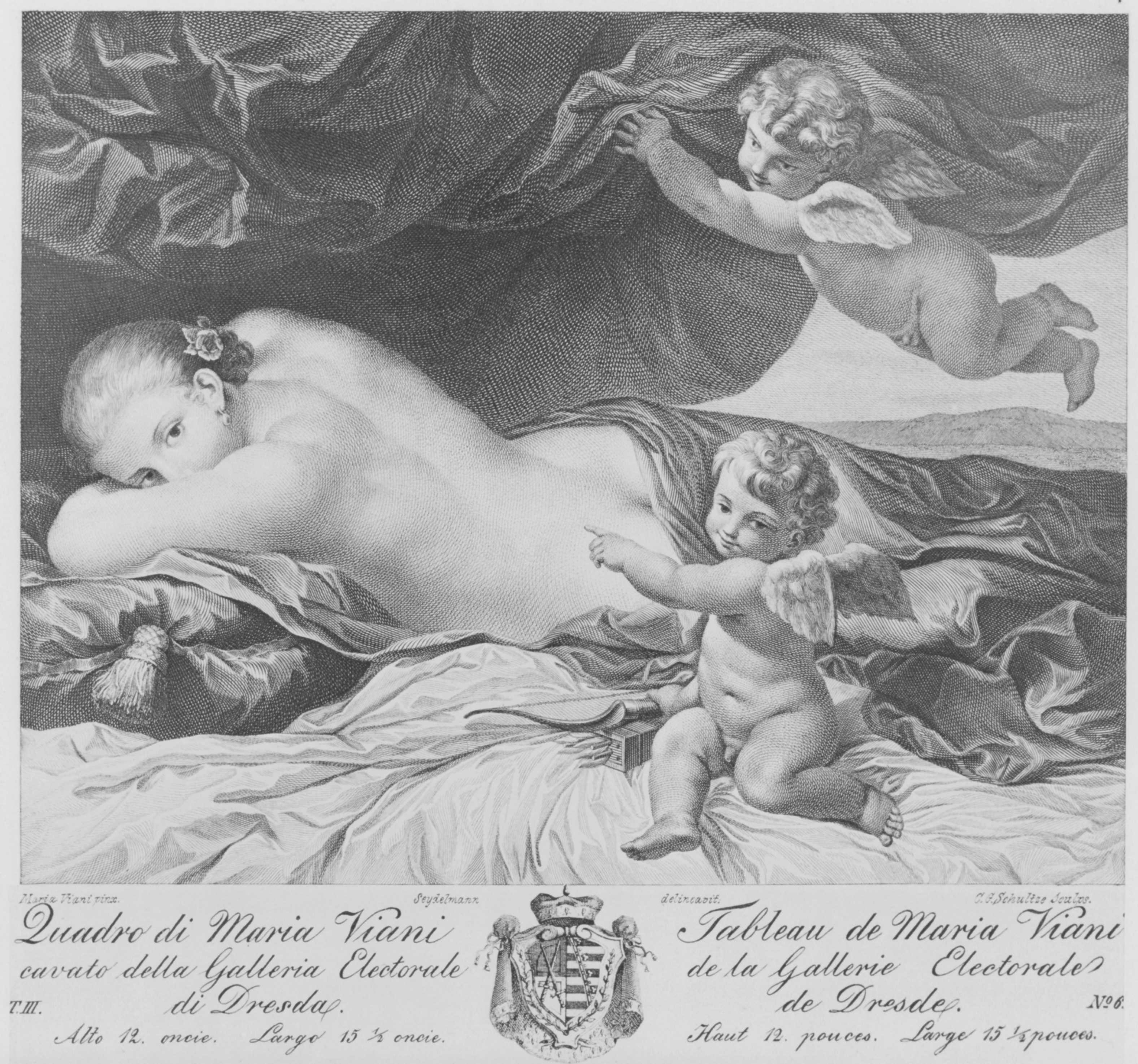
Venere e Cupido-incisione su rame

## Opere
- Miracolo di sant'Antonio da Padova eseguito per la chiesa di Santo Spirito di Bergamo, è considerata la sua opera migliore[2];
- Vulcano che accende il fuoco con un puttino quadro dalla forma ovale, Casa Grati del conte Gaetano Grati;
- Circoncisione,
- Profeti e evangelisti per la chiesa della Natività di Bologna;
- Santi Paolo eremita e Antonio abate eseguito per il conte Giovanni Legnani Ferri, di questo dipinto ne esistono due copie entrambe conservate in collezione privata[3];
- David acquaforte conservato all'Accademia Carrara[4];
- San Giuseppe e Gesù Bambino acquaforte conservato all'Accademia Carrara[5];
- Strage degli innocenticollezione privata[6];
- Contestatore dell'eucaristia conservato presso il Museo nazionale di belle arti di Rio de Janeiro;
- Venere e Cupido incisione su rame conservata presso Gemäldegalerie Alte Meister di Dresda.